# صموئيل كيرتز هوفمان
صموئيل كيرتز هوفمان (بالإنجليزية: Samuel Kurtz Hoffman)‏ هو مهندس أمريكي، ولد في 15 أبريل 1902، وتوفي في 26 يونيو 1995.

## وصلات خارجية
- صموئيل كيرتز هوفمان على موقع الموسوعة البريطانية (الإنجليزية)